# Берингов вретенар
Берингов вретенар (Limnodromus scolopaceus или дългоклюн вретенар) са вид птици от семейство Бекасови (Scolopacidae).

## Описание
Птиците притежават лятно и зимно оперение. Лятната окраска е кафяво-черна по гърба, изпъстрена с бели и рижи петна. Надолу към корема постепенно стават бели. Гърдите са изпъстрени с кафяво-сиви петна. Зимното оперение е сиво, а в областта на корема – бяло. Младите птици са с по-светло оперение.

## Географско разпространение
Limnodromus scolopaceus е прелетна птица. Обитава тундровите райони на Северна Америка и Източен Сибир. В Русия се среща от долината на река Индигирка до Чукотския полуостров. Неголяма, но постоянна по численост популация гнезди и на остров Врангел. Може да се наблюдават и малки групи от тези птици и в Западна Европа. Зимува в страните от Северна и Латинска Америка от южните части на Северна Америка до Бразилия, Гватемала и морските брегове на Перу.
Обитава заблатени тундрови низини по бреговете на малки езерца. За гнездене предпочита райони на субарктическата тундра и лесотундра. Храна намира посредством дългия си клюн, който забива дълбоко в почвата. Основното меню на птицата е съставено от насекоми, молюски и други безгръбначни.

## Размножаване
Ежегодната плътност и разпределение на гнездене се мени в значителна степен. Гнездата са добре замаскирани в тревата. Снасят по 4 яйца в цвят охра с размити тъмнокафяви петна. Яйцата са с размери 44,4 × 30,4 mm, с тегло 21 g. Мътенето продължава около 20 дена. В първите дни яйцата се мътят от самката, а към края с това задължение се заема мъжкият.

## Разпространение в България
За първи път в България видът е установен през м. декември 2021 г. в южната част на Атанасовското езеро от орнитолозите Петър Янков и Кирил Бедев. Наблюдаваните птици са били двойка, която е останала почти един месец в защитената местност Бургаски сколници.